# Speedball (gra komputerowa)
Speedball – gra komputerowa wydana przez Bitmap Brothers na Atari ST w 1988 roku, przeniesiona następnie na Amigę, PC (DOS), Commodore 64 i Sega Master System. Została też wydana pod nazwą Klashball na NES. W grze widać wiele nawiązań do filmu Rollerball.